# Анна Бугаєва
Анна Бугаєва (англ. Anna Bugayeva) — сучасна українська письменниця, авторка прозових творів, які торкаються тем самоусвідомлення, відновлення після втрат і боротьби з внутрішніми конфліктами. Її роботи відзначаються яскравими характерами, психологічною глибиною та актуальними соціальними темами.

## Біографія
Анна Бугаєва народилася у Києві. Отримала диплом магістра у Київському національному економічному університеті. Правцювала у банківській сфері керівницею напрямку документарних операцій і торгівельного фінансування . Пізніше розпочала власний бізнес у галузі розваг та нерухомості.
Початок повномасштабного російського вторгнення в Україну зустріла в Києві, а згодом евакуювалася в невеличке село на Київщині. Пізніше разом із сином-підлітком переїхала до Лондону.

## Творчість
Анна Бугаєва є авторкою трьох романів, які виділяються своїм глибоким емоційним наповненням та торкаються як особистих, так і суспільних проблем. Вона розпочала свою письменницьку кар’єру у 2021 році з роману «Одного разу, коли я зникла». Її твори швидко здобули популярність серед читачів завдяки інтригуючим сюжетам і майстерному опису людських почуттів та стосунків.

### Основні твори

#### «Одного разу, коли я зникла» (2021)[4]

Одного разу, коли я зникла

Дебютний роман Анни Бугаєвої, опублікований у 2021 році. Це психологічна драма з елементами детективу, яка досліджує складнощі сімейних стосунків, втрати, таємниці минулого і силу внутрішнього відновлення.

##### Сюжет
Головна героїня роману, Агата, змушена стикатися з низкою складних обставин, які кардинально змінюють її життя. Зникнення матері відкриває серію таємниць, які ставлять під сумнів багато аспектів її сімейного життя. Одночасно підозри щодо чоловіка змушують Агату переосмислити стосунки та шукати відповіді, які приховані в її минулому.
Історія розвивається у напруженій атмосфері, сповненій несподіваних поворотів і психологічної глибини. Головною темою є боротьба героїні з внутрішніми страхами та пошук самостійності.

#### «Усе буде Париж!» (2022)[5][6]

Усе буде Париж!

Роман було опубліковано у 2022 році, після чого він потрапив у довгі списки літературної премії Книга року ВВС-2022.
Твір розповідає про пошуки нового початку, відновлення після життєвих втрат і силу здійснення мрій. Роман вирізняється оптимістичною атмосферою, мотивуючи читача до змін та пошуку себе. Опис Парижа наповнений яскравими деталями, які створюють відчуття присутності в атмосфері міста. Авторка використовує легкий, доступний стиль, сповнений теплоти та оптимізму.

##### Сюжет
Головна героїня роману, 36-річна Влада, опиняється на перехресті життєвих шляхів після низки невдач у роботі та особистому житті. Втративши близьку людину, вона отримує завдання виконати останню волю свого дідуся — вирушити до Парижа і розвіяти дідусевий попіл під Ейфелевою вежею.
У романтичному місті, переживаючі цікаві пригоди та неприємні інциденти, Влада проходить шлях внутрішніх змін. Вона зустрічає нових людей, відкриває себе заново і навчається долати страхи, сумніви та біль минулого. Роман показує, як випадкова подорож може перетворитися на джерело натхнення та нових сенсів життя.

##### Відгуки
Роман «Усе буде Париж!» отримав позитивні відгуки від читачів, які зазначали його надихаючий характер і можливість впізнати себе в історії головної героїні. Книга підходить для тих, хто шукає легке, але змістовне читання.
Ця книга закріпила позицію Анни Бугаєвої як талановитої авторки, здатної поєднувати розважальне і змістовне в одному творі. Роман також популяризував ідею саморозвитку через подорожі.

#### «Я твій ворог» (2025)[13][14]

Я твій ворог

Твір є потужною історією про війну, особисті втрати та прагнення справедливості. Події розгортаються на тлі повномасштабного вторгнення Росії в Україну, яке стало ключовим контекстом для сюжету.
Роман став однією із наочікуваніших новинок 2025 року від українських письменників.

##### Сюжет
Головна героїня роману, Зоя, потрапляє в окупацію у невеликому селі на Київщині. Вона переживає трагічні події, зокрема смерть близької людини під час воєнних дій в Україні. Проте, їй вдається вибратися із окупації. Залишившись самотньою, вона переїжджає до Лондона, щоб уникнути небезпек і почати життя заново. Однак випадкова зустріч із людиною, яка причетна до злочинів на її батьківщині, змінює все.
Зоя вирішує помститися воєнному злочинцю, попри небезпеку й ризик для власного життя. Ця історія стає емоційною розповіддю про біль, відвагу та справедливість, яка розкриває особисту трагедію через призму глобальних подій.

## Тематика та стиль
Анна Бугаєва пише про важливі життєві випробування, зокрема втрати, зраду, пошук себе та боротьбу за справедливість. Її твори вирізняються динамічним сюжетом, психологічною глибиною персонажів і яскравими описами. Її стиль характеризується увагою до деталей, чутливістю до психологічних аспектів і тонкою передачею напруження. Авторка майстерно поєднує елементи драми, романтики і комедії.

## Визнання
Творчість Анни Бугаєвої отримала схвальні відгуки серед читачів і критиків. Її романи зачіпають як особисті, так і глобальні проблеми, що робить їх актуальними для сучасного українського суспільства.